# Drepanorhynchus reichenowi
La nettarinia alidorate (Drepanorhynchus reichenowi G.A.Fischer, 1884) è un uccello della famiglia Nectariniidae. È l'unica specie nota del genere Drepanorhynchus G.A.Fischer & Reichenow, 1884.